# Deronectes fairmairei
Deronectes fairmairei là một loài bọ cánh cứng trong họ Bọ nước. Loài này được Leprieur miêu tả khoa học năm 1876.